# 三重交通松阪営業所
三重交通松阪営業所（みえこうつうまつさかえいぎょうしょ）は三重県松阪市にある三重交通の営業所。大津車庫とも呼ばれる。三重急行自動車本社と隣接し、松阪市を中心とした多気町や大台町等の地域を管内に持つ。

## 現行路線

### 松阪市内線
- 02系統：パークタウン学園前 - 三重高校前- 駅部田（まえのへた） - パティオひの街 - 松阪駅前 - 市民病院 - 松阪中央病院
  - 昼間はおよそ30~45分毎の運行。
  - パークタウン学園前 - 松阪駅前、松阪駅前 - 松阪中央病院の区間便も運行。
  - 松阪駅前07時53分発の便は三重高校前止め(直通)、（学校休校日運休）。
- 06系統：松阪駅前 - 県松阪庁舎前 - 松阪合同庁舎（平日のみ運行）
- 08系統：松阪駅前 - 春日町 - 松阪高校前 - 新四ツ又 - 三重高校前（学校休校日運休）
  - かつては三重中京大学まで運行していた。

### 飯南波瀬線
- 11系統：松阪駅前 - 春日町 - 辻原 - 大石（おいし） - 宮前学校前 - 道の駅飯高駅（旧・飯高地域振興局前）[1]
  - 平日、松阪駅前20時40分発の最終便のみ大石止め。
- 12系統：松阪駅前 - 春日町 - 辻原 - 大石 - 宮前学校前 - 道の駅飯高駅（旧・飯高地域振興局前） - 田引 - 森 - スメール[1]
  - 2012年4月1日、飯高地域振興局前から道の駅飯高駅に名称変更。
  - 松阪駅前、07~09時00分発の便は各バス停停車飯南高校止め、18分発直通運転飯南高校止め。（学校休校日運休）

### 宇気郷線
- 14系統：松阪駅前 - 春日町 - 丹生寺 - 辻原 - 柚原（ゆのわら）
  - 松阪市自主運行路線の受託。2012年に三重交通のHPがリニューアルされるまでは、同社で唯一時刻検索システムの対象外の路線だった。
  - かつてはうきさとむら前が柚原として扱われていたが、延伸ののち、若干の位置変更を行った現在に至る。

### 中部台公園線
- 15系統：松阪駅前 - 中部台公園（高校野球地方大会などのイベント時のみ運行）

### 阿坂小野線
- 48系統：松阪駅前 - 市役所前 - パワーセンター松阪 - 松阪中央病院 - 藤の木台 - 小野 - 嬉野一志町  
  - 08系統と41系統（いずれも廃止）を統合して本系統が運行開始。
  - 2006年4月、松阪市自主運行路線の受託となり、パワーセンター松阪経由に変更。
  - 2012年4月1日、小野 - 嬉野一志町間延長及び松阪中央病院へ乗り入れ。
  - 松阪駅前17時44分発の最終便のみ、小野行き。

### 松阪大石線
- 52系統：松阪駅前 - 春日町 - （工業団地） - 射和 - （相可高校） - 庄 - 大石[1]
  - 三重電気鉄道松阪線の廃止代替バスに相当する。昼間は60分毎の運行。
  - 括弧内は一部便が経由。上記以外に下蛸路がある。かつては中万経由の便があったが休止。
  - 2012年4月1日、ダイヤ改正で中万口、中万停留所が休止になる。
  - 松阪駅前7時20分発工業団地,下蛸路経由、42分発阿波曾経由、38分発（直通運転）は相可高校南行き。

### 大杉線
- 54系統：松阪駅前 - 春日町 - 射和 - 多気町役場前 - 多気クリスタルタウン前 - VISON - 栃原駅前 - 三瀬谷（みせだに）（ - 大杉）[1]
  - 三瀬谷 - 大杉間は1999年4月1日から運休中[2]。
  - 2019年10月1日改正より下記の57系統に置き換わる形で1往復のみの運転となった。
- 55系統：松阪駅前 - 春日町 - 射和 - シャープ正門前
  - 松阪駅前7時45分発のみ運行。工業団地を経由する。
- 57系統：松阪駅前 - 春日町 - 射和 - 多気町役場前 - 多気クリスタルタウン前 - 栃原駅前 - 大台厚生病院 - 道の駅奥伊勢おおだい
  - 2019年10月1日改正より新設。上記の54系統の大半を置き換えた。
- 58系統：松阪駅前 - 春日町 - 射和 - 多気町役場前 -多気クリスタルタウン前  - VISON
  - 三重急行自動車との共同運行路線。但し、Bus-Visonには表示されなくなった。
  - 商業施設「VISON(ヴィソン)」の開業に伴い、2021年7月1日より運行開始。

### 飯南松阪高校線
- 90系統（運行案内上は52系統）：松阪高校前 - 射和 - 庄 - 大石
- 91系統（運行案内上は11系統）：松阪高校前 - 辻原 - 大石 - 老人福祉センター - 道の駅飯高駅（旧・飯高地域振興局前） 
  - 学校休校日は運休。
  - 大石 - 道の駅飯高駅（旧・飯高地域振興局前）間は、松阪高校前ゆきのみ運行。

### コミュニティバス
- 鈴の音バス（松阪市コミュニティバス）
- 嬉野おおきんバス
- たけちゃんハートバス
- 多気町町営バス幹線バス

## 廃止・撤退路線
- 01系統：松阪市内線（パークタウン学園前 - 三重中京大学口 - 駅部田 - パティオひの街 - 松阪駅前 - 市民病院前 - 川井町循環）
  - 廃止直前の運行区間は、松阪駅前 - 川井町循環 のみであった。
- 02系統：松阪市内線（新松阪 - 松阪駅前 - 垣鼻 - 松阪高校前 - 大津）
- 03系統：松阪市内線（松阪駅前 - 垣鼻 - 新四ッ又 - 三重高校前）
  - 廃止直前は、松阪駅前ゆきのみ運行していた。
- 04系統：松阪市内線（松阪駅前 - 市民病院 - 文化会館）
- 04系統：松阪市内線（松阪駅前 - 西林 - 西之庄 - 川井町 - 船江町 - 松阪駅前）
- 05系統：松阪市内線（松阪駅前 - 新松阪 - 松阪大学前 - パークタウン学園前）
  - 松阪駅前 - 新松阪 の区間便も存在した時期があった。
- 06系統：松阪市内線（松阪駅前 - 船江町 - 川井町 - 西之庄 - 西林 - 松阪駅前）
- 07系統：松阪市内線（松阪駅前 - パティオひの街 - 駅部田 - 松阪大学前（現:梅村学園口） - 松阪大学正門前（現:三重中京大学））
  - のちに08系統（現行）へ振替となり、所要時間が短縮された。
- 08系統：松阪市内線（松阪駅前 - 垣鼻 - 新四ッ又 - レインボータウン高田）
  - 後年、41系統と統合し、48系統として運行。
- 11系統：飯南波瀬線（松阪駅前 - 春日町 - 辻原 - 大石 - 柿野 - 宮前学校前 - 田引 - 森 - 上木梶）
- 11系統：飯南波瀬線（スメール - 森 - 上木梶）
  - 廃止と同時にルート見直しのうえで、飯高波瀬森コミュニティバスたかみを運転。
- 12系統：飯南波瀬線（松阪駅前 - 春日町 - 辻原 - 大石 - 柿野 - 宮前学校前 - 田引 - 森 - 青田）
- 13系統：飯南波瀬線（松阪駅前 - 春日町 - 辻原 - 大石 - 柿野 - 上仁柿）
- 13系統：飯南波瀬線（大石 - 飯南地域振興局前 - 老人福祉センター - 飯高地域振興局前）
  - この系統の廃止により、老人福祉センター停留所は飯南方面ゆきのみ発着となった。
- 14系統：宇気郷線（松阪駅前 - 春日町 - 辻原 - 柚原 - 小原）
- 20系統：松阪伊勢線（松阪駅前 - 早馬瀬口 - 世古 - 宇治山田駅前）
  - 残存区間は伊勢営業所により20系統（早馬瀬口 - 宇治山田駅前）が運行されていたが、2019年9月30日限りで廃止。
- 30系統：津松阪線（津駅前 - 三重会館 - 西阿漕 - 下弁財 - 米津 - 天白 - 鎌田 - 松阪駅前）
- 31系統：津松阪線（津駅前 - 三重会館 - 乙部朝日 - 下弁財 - 米津 - 天白 - 西林 - 松阪駅前）
  - 現在は中勢営業所により31系統（津駅前 - 天白）が運行されている。
- 32系統：小野江線（小野江 - 天白 - 西林 - 松阪駅前）
  - 後年、ほぼ同ルートで空港アクセス・三雲松阪コミュニティバスを運行。
- 41系統：阿坂小野線（松阪駅前 - 市役所前 - 一本松 - 深長 - 伊勢寺 - 小阿坂 - 小野）
  - 後年当時の08系統と統合し、48系統として運行。
- 42系統：藤の木台線（松阪駅前 - 市役所前 - 一本松 - 日丘町 - 藤の木台）
  - 後年61系統と統合し、64系統として運行。
- 49系統：ハイタウン松阪線（松阪中央病院 - 西林 - 松阪駅前 - 垣鼻 - 松阪高校前 - 新四ツ又 - レインボータウン高田 - ハイタウン松阪）
- 51系統：松阪大石線（松阪駅前 - 駅部田 - 下蛸路 - 射和 - 中万）
- 53系統：丹生線（新松阪 - 松阪駅前 - 駅部田 - 射和 - 丹生大師前 - 大石）
  - 後年、射和 - 丹生大師前 - 大石は、ほぼ同ルートで多気町町営バスを運行。
- 54系統：松阪五桂線（松阪駅前 - 駅部田 - 射和 - 多気町役場前 - 五桂池 - ふるさと村）
- 54系統：大杉線（松阪駅前 - 春日町 - 射和 - 多気町役場前 - 栃原駅前 - 三瀬谷 - 栗谷口 - 栗谷）
- 56系統：三瀬谷大内山線（三瀬谷 - 滝原宮前 - 滝原駅前 - 阿曽駅前 - 柏野 - 駒 - 大内山）
- 57系統：三瀬谷長ケ線（三瀬谷 - 旧道下三瀬 - 長ケ農協前）
- 58系統：藤木屋線（新松阪 - 松阪駅前 - 駅部田 - 国道射和 - 栃原駅前 - 野添 - 八ヶ野 - 藤木屋）
  - 2009年3月31日廃止、大紀町「七保バス」が代替。
- 61系統：黒部線（斉宮駅前 - 坂本 - 馬之上 - 前野 - 南藤原 - 出間 - 東黒部 - 営業所前 - 松阪駅前 - 新松阪）
- 61系統：東黒部線（前野 - 南藤原 - 出間 - 東黒部 - 営業所前 - 松阪駅前）
  - 後年、42系統と統合し、64系統として運行。
- 62系統：松阪大淀線（山大淀 - 前野 - 魚見 - 営業所前 - 松阪駅前 - 新松阪）
- 62系統：魚見線（前野 - 魚見 - 営業所前 - 松阪駅前）
- 64系統：黒部藤の木台線（前野 - 南藤原 - 出間 - 東黒部 - 営業所前 - 松阪駅前 - 五曲り - 藤の木台）
  - 後年、ほぼ同ルートで黒部・東地区コミュニティバス（出間 - 近鉄松阪駅）、機殿・朝見地区コミュニティバス（東久保・機殿地区市民センター - 近鉄松阪駅）を運行。
  - 後年、阿坂小野線（48系統）を一部ルート変更の上、これに統合（松阪駅前 - 藤の木台）。
- 71系統：嬉野線（松阪駅前 - 西林 - 川井町 - 出曲 - 権現駅前 - 中川駅前）
- 72系統：嬉野線（中川駅前 - 下之庄 - 釜生田 - 宮野橋 - 合ヶ野 - 小原 - 上小川）
  - 現在は、ほぼ同ルートでコミュニティバス（嬉野おおきんバス）を運行。
- 73系統：嬉野線（中川駅前 - 下之庄 - 薬王寺）
- 81系統：大口桜町線（桜町 - 小黒田 - 大黒田 - 新松阪 - 松阪駅前 - 鎌田 - 大口 - 松阪港 - 猟師町）
- 81系統：大口線（松阪駅前 - 鎌田 - 大口 - 松阪港 - 猟師町）
  - 後年、ほぼ同ルートで大口線を運行（三雲地域振興局前 - 松ヶ崎 - JR松阪駅 - 近鉄松阪駅 - 中央町 - 愛知機械前 - 松阪港）。
- 91系統：多気線（新松阪 - 松阪駅前 - 垣鼻 - 四ツ又 - 松商前 - 早馬瀬口 - 弟国 - 多気駅前 - 相可駅前 - 射和）
- 91系統：松商線（松阪駅前 - 垣鼻 - 四ツ又 - 松商前）
- 92系統：多気線（新松阪 - 松阪駅前 - 垣鼻 - 四ツ又 - 松商前 - 早馬瀬口 - 弟国 - 多気駅前 - 森荘農協前 - 野中）
- 松阪港・空港アクセス港線

## 車両
車両の情報は、2024年12月現在のもの。また、廃車や新車投入等によって他営業所へ転属した車両もある可能性がある。（三重急行所属・委託の車両も含む）

### ノンステップ[5][3]

#### 大型
- いすゞ・エルガ(初代)

1144,1145,1155,1156
- いすゞ・エルガ(2代目)

1174,1181,1186,1401,1405

#### 中型
- 日野・レインボーHR10.5m(2代目)

6911, 6912
- いすゞ・エルガミオ(初代)

3001
※鈴の音バス三雲松阪線専用車。

#### 小型
- 三菱ふそう・ローザ(5代目)

2138
- 日野・ポンチョ(2代目)

6468,6469,6476,6483,6496

### ワンステップ[3][6]

#### 大型
- いすゞ・エルガ(初代)

1272,1295,1296,1317(三重急行所属)

#### 中型
- いすゞ・エルガミオ(初代)

3336,3337,3346,3351,3352,3355(三重急行所属),3362,3381,3382,3395,3403

#### 小型
在籍無し。

### ツーステップ[3][7]

#### 大型
2023年度にいすゞ・富士重工のKC-LV+7Eの5807,5812が除籍されたことにより、在籍していない。

#### 中型
在籍無し。

#### 小型
在籍無し。
- 1405号車が24年11月末頃に新車導入されたために1270号車は中勢営業所へ転属している。
- 貸切・高速車は、 併設されている南部観光松阪車庫に在籍している。近年は、いすゞ自動車・日野自動車製のガーラやセレガが多く導入されている。他に三菱ふそう製のエアロバスやエアロエース、エアロクィーンなどが在籍している。